# مضاد اللزوجة
مضاد اللزوجة (بالإنجليزية: Slimicide)، هو مبيد آفات مضاد للميكروبات واسع النطاق يستخدم لقتل الكائنات الحية الدقيقة المنتجة للوحل مثل الطحالب، بكتيريا، فطريات، وقوالب الوحل. أحد مجالات التطبيق الأساسية لمضاد اللزوجة هو في صناعة الورق، حيث يقلل من حدوث ثقوب وبقع الورق، كذلك كحماية الجهاز من الرائحة والتآكل. تأتي المبيدات الحشرية في متغيرات فعالة في الوسط الحمضي أو القلوي، في شكل سائل أو صلب، وتستند إلى مواد كيميائية مثل الألدهيدات، البروم أو مركبات الأمونيوم الرباعية، وغيرها. تشمل مجالات التطبيق الهامة الأخرى للمبيدات الحشرية أنظمة إعادة تدوير المياه الصناعية مثل أبراج التبريد، صهاريج تخزين الوقود والآبار، وبالتزامن مع السوائل المستخدمة لاستخراج النفط.